# Karl Franzius

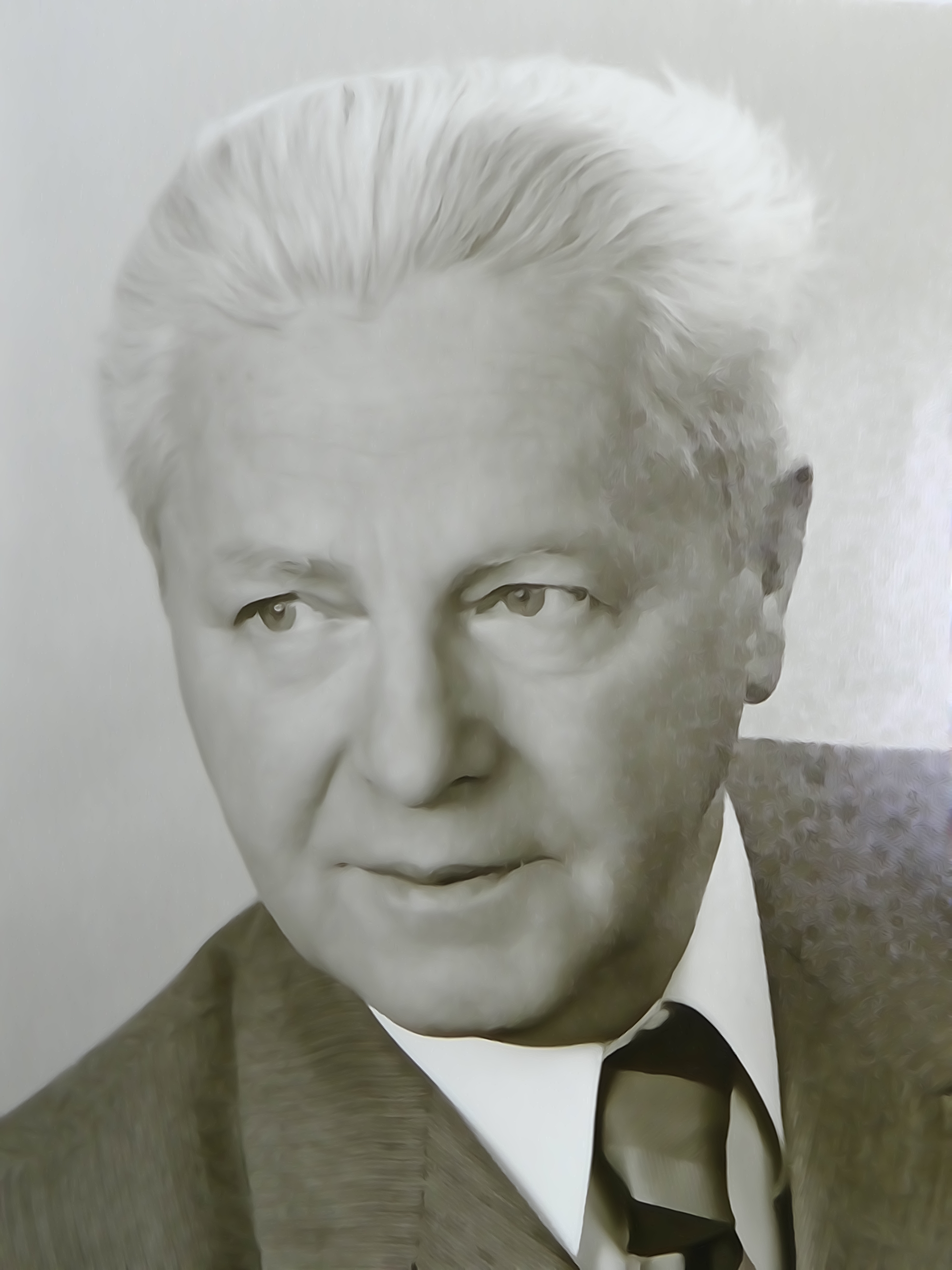
Karl Franzius (1975)

Karl Franzius (* 25. Dezember 1905 in Havelberg; † 10. Dezember 1993 in Langen (bei Bremerhaven)) war ein deutscher Architekt.

## Biografie
Franzius' Eltern sind der Wasserbauer Otto Franzius und seine Ehefrau Thekla geb. Grahlmann (1877–1941). Als Karl Franzius zur Welt kam, war der Vater als preußischer Regierungsbaumeister in der Wasserbau-Inspektion Rathenow für den Ausbau der Wasserstraßen nach Berlin zuständig.
Karl Franzius besuchte von 1912 bis 1924 ein Gymnasium in Hannover. Nach dem Abitur studierte er an der Universität Wien, der  TH Danzig, der  TH Hannover und der  TH Stuttgart Architektur. Als Diplom-Ingenieur durchlief er 1930–1933 in Danzig und Hannover die Ausbildung zum Regierungsbaumeister. In Hannover heiratete er 1932 Irmgard Pröll (1907–1986), eine Tochter von Arthur Pröll. Das Staatsexamen machte er 1934 in Berlin. 
Nach zwei Jahren als Assistent an der TH Hannover war er 1935 beim Stadterweiterungsamt Hannover tätig. Als die Reichsmarine zur Kriegsmarine wurde, wechselte er zum Marinebauamt (Abteilungsleiter Neubau) und zur Marineintendantur  Wilhelmshaven. 1944 wurde er mit der Planung und Ausführung unterirdischer Industrieverlagerungen in Oberitalien (Venedig) beauftragt. Als Fregattenkapitän in der Marine-Bauverwaltung (und Oberregierungsbaurat in der zivilen Bauverwaltung) wurde er noch 1944 nach Berlin und Warnemünde versetzt und mit der Wiederaufbauplanung in Wilhelmshaven betraut. 1944/45 war er Leiter des Marinebauamtes Bremerhaven. Ab 1945 betrieb er als freier Architekt (BDA) in Bremerhaven das Architektur-Büro Franzius. Am Wiederaufbau der Stadt war er maßgeblich beteiligt. 1964 wurde das Architekturbüro Franzius durch seinen ältesten Sohn Architekt(BDA) Dipl.-Ing. Jan Niklas Franzius (1933–2013) verstärkt. Er hatte an der TH-Hannover das Diplomen-Examen abgelegt und leitete das Büro bald vollständig.

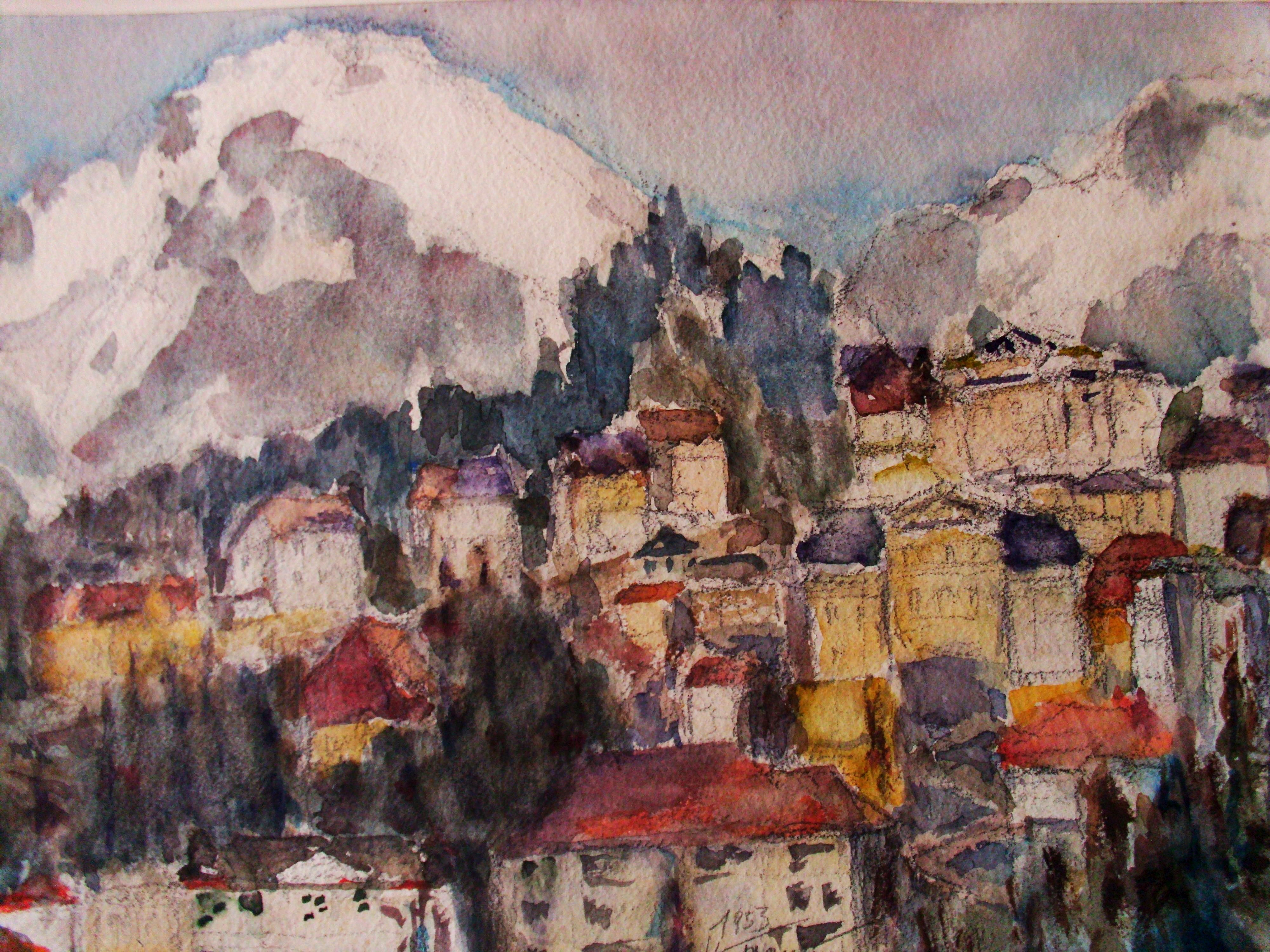
Bad Gastein (1953)

Karl Franzius war in seiner Jugend sehr sportlich (Turnen, Wassersport, Skifahren). Er spielte Klavier und aquarellierte bis ins hohe Alter, besonders in Bad Gastein, dem Heimat- und Geburtsort seiner Frau.

## Bauten
Franzius stand mit seinem konservativen Baustil in der Tradition der norddeutschen Backsteinbauweise. Geprägt war er von seinem Stuttgarter Lehrer  Paul Schmitthenner. Der von der  Stuttgarter Schule beeinflusste Marine-Baustil in Wilhelmshaven wurde für alle Marinebauten maßgebend. Es handelt sich um einen Baustil aus rot-braun verklinkerten großen Fassadenflächen, durchbrochen von werksteinumrahmten weißen Holzfenstern mit Kreuzstockverstrebungen, stichbogenüberwölbten Eingangsportalen und Arkaden. Dächer wurden als pfannengedeckte Sattel- oder Walmdächer ausgeführt, zum Teil mit kleinen Dachgauben.

### Wilhelmshaven
Franzius entwarf 1937 das Marinestationsgebäude, die Dekoration Ehrenfriedhof, das 
Marineinstandsetzungsamt, die Schiffsmaschinen-Inspektion und das Marinesanitätsamt  als Teil 1 des gigantisch geplanten Marineforums zwischen Kieler Straße, Bremer Straße und Viktoria-Straße und beiderseits der Mozart-Straße (heute Wasser- und Schifffahrtsamt Wilhelmshaven, Polizeiinspektion Wilhelmshaven-Friesland u. a.). Sein Entwurf eines monumentalen Gesellschaftshauses für die Arbeiter der Kriegsmarinewerft Wilhelmshaven in Fedderwardergroden (1938) wurde nicht verwirklicht. Bei der Marineintendantur (Abteilung Siedlungsbau) arbeitete er von 1939 bis 1943 an der Planung und Ausführung der neuen Wohnsiedlungen Voslapp, Fedderwardergroden und Cäciliengroden. Seinem Marinearchitekturkollegen Kurt Geisenhainer (1907–1992) half er bei der Planung des  Krankenhauses Sanderbusch.

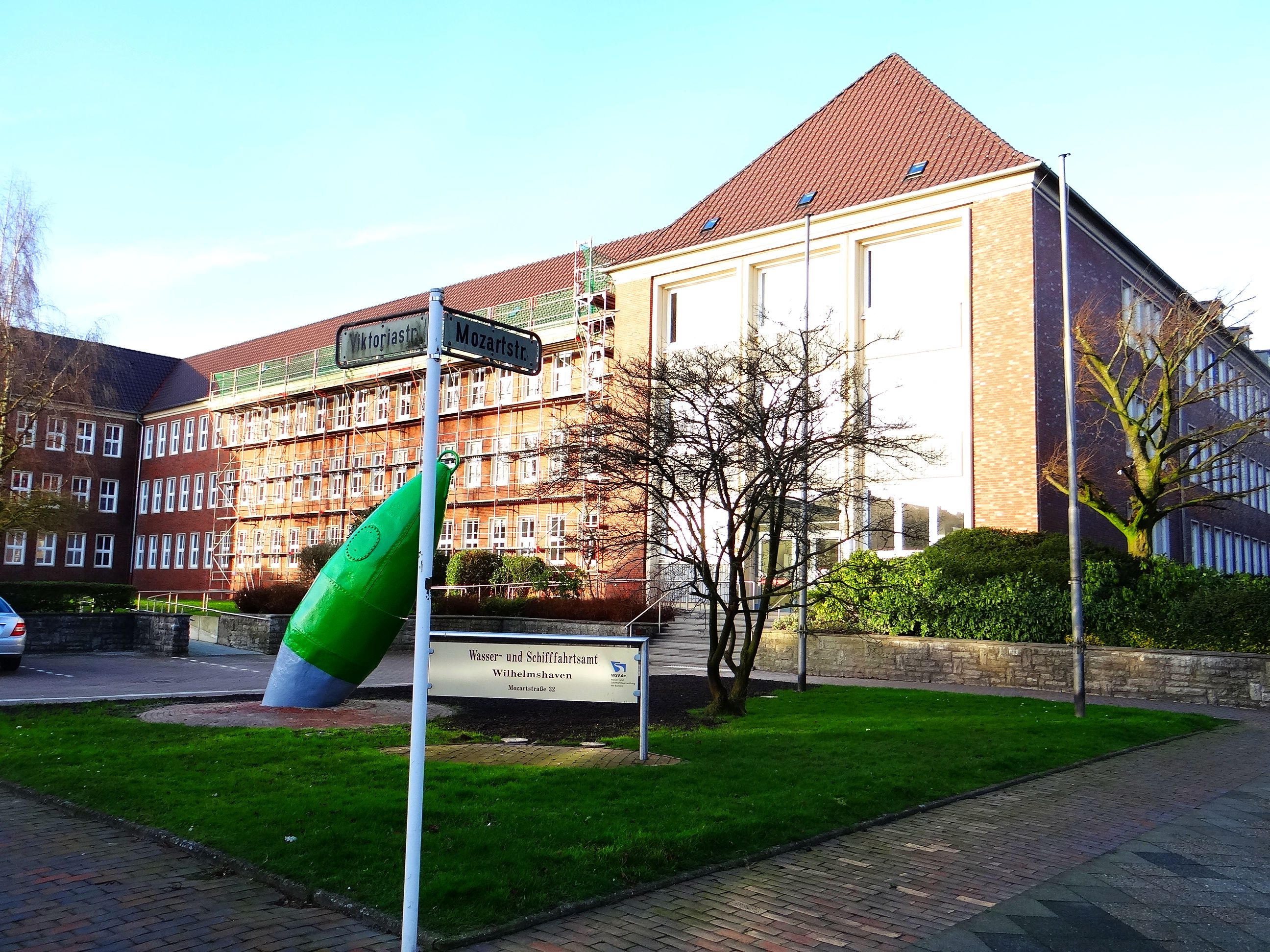
WSA Wilhelmshaven (Marineforum)
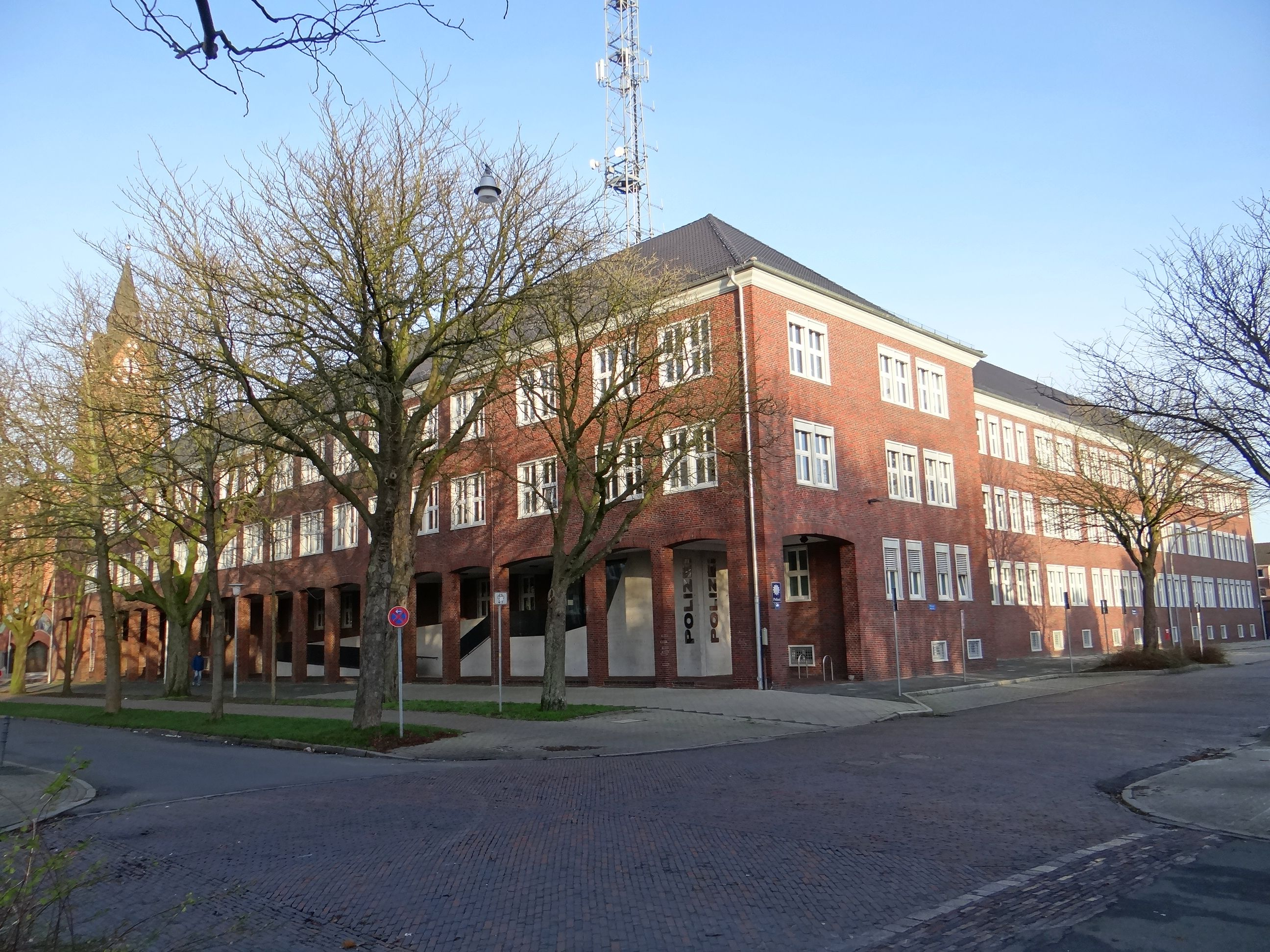
Ehem. Marineforum
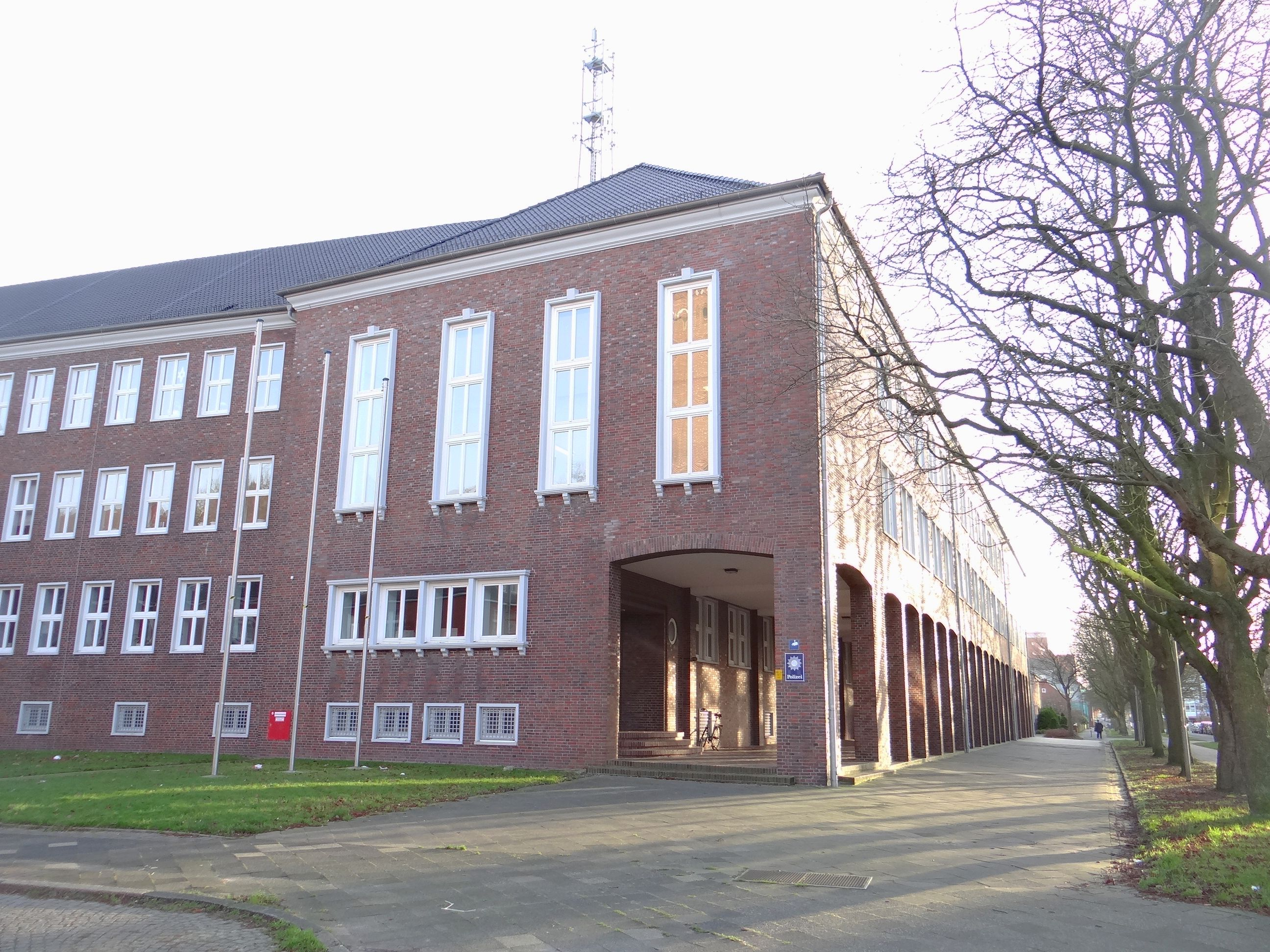
Polizeiinspektion Wilhelmshaven/Friesland
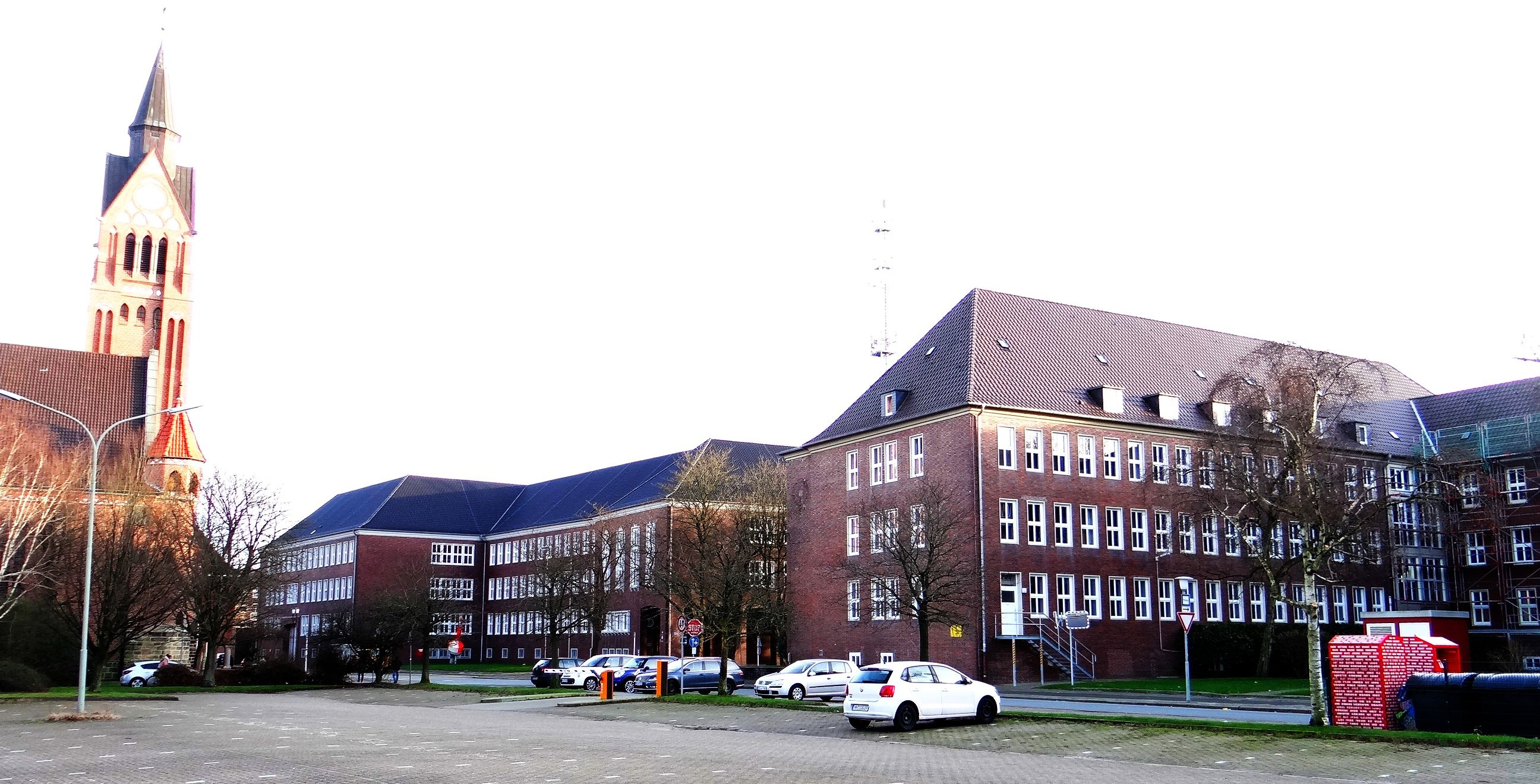
Rückseite nach St. Willehad

### Bremerhaven
Franzius plante Wohnungs- und Kirchenbauten, öffentliche Gebäude, Industrie- und Hotelbauten und einige Villen. 1954 baute er das achtgeschossige, dreiflügelige Laubenganghaus in der Bürgermeister-Smidt-Straße 122/126. 
Die bei den  Luftangriffen auf Wesermünde zerstörte Bürgermeister-Smidt-Gedächtniskirche – die geistige Mitte von Mitte (Bremerhaven) – wurde ab 1958 von ihm wiederaufgebaut. Das optisch und akustisch bedeutsame Falthängedach wurde damals schon von seinem Sohn Jan Niklas Franzius geplant und gestaltet. Von Vater Franzius ist das Pastoren- und Gemeindehaus zur Bürgermeister-Smidt-Gedächtniskirche. Im Fischereihafen (Bremerhaven) baute er die Fischmehlfabrik „Wilhelms“, die Industrieanlagen „Fornell“ und die Fischfabrik „Baumgarten“. Er baute einen Sitzungs- und Vortragssaal für die Industrie- und Handelskammer (Friedrich–Ebert-Str. 6), das legendäre Restaurant „Lehrke“ am südlichen Geeste-Ufer und das Nordsee-Hotel Naber am Theodor-Heuss-Platz.

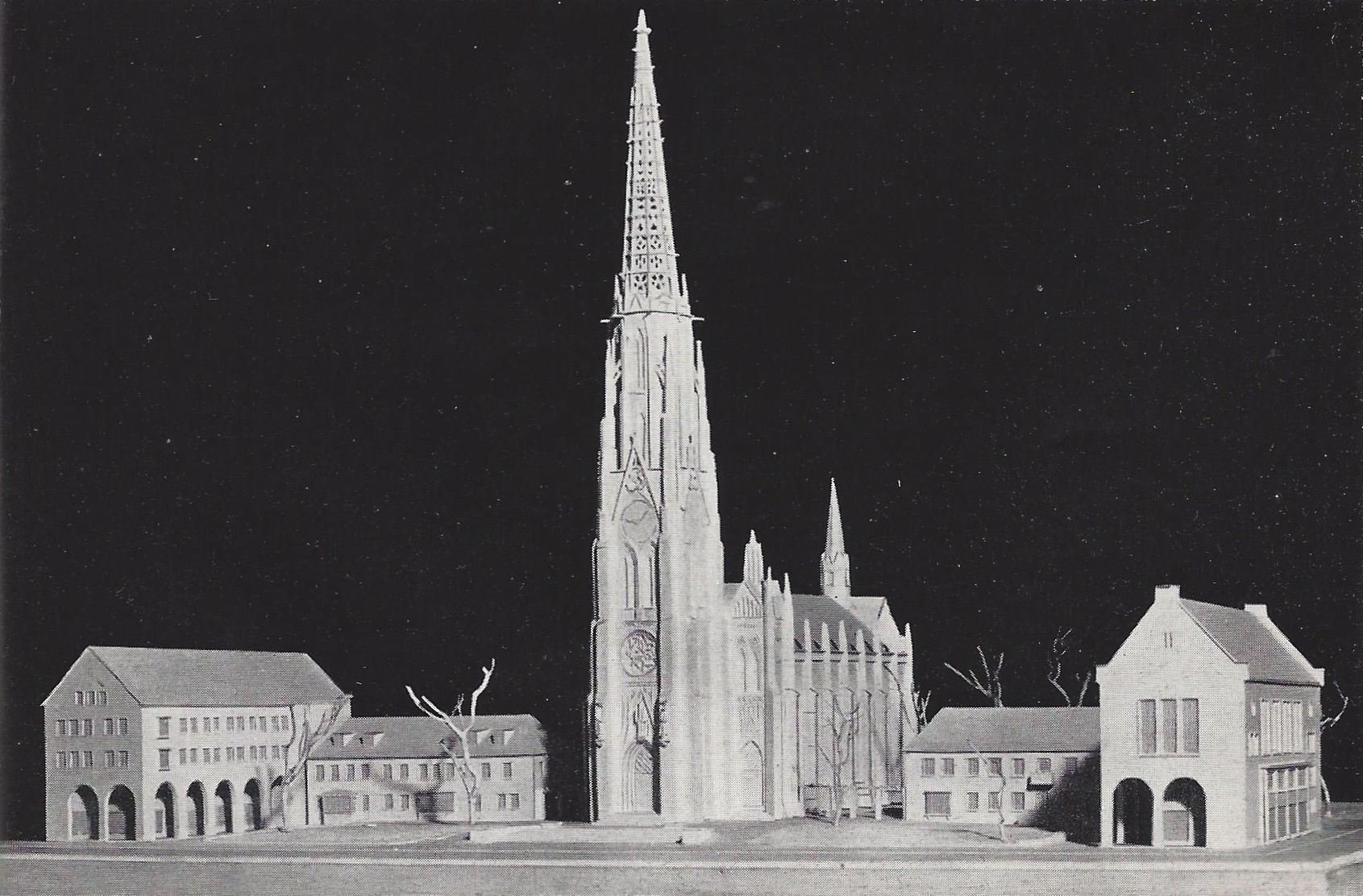
Gesamtanlage der Großen Kirche
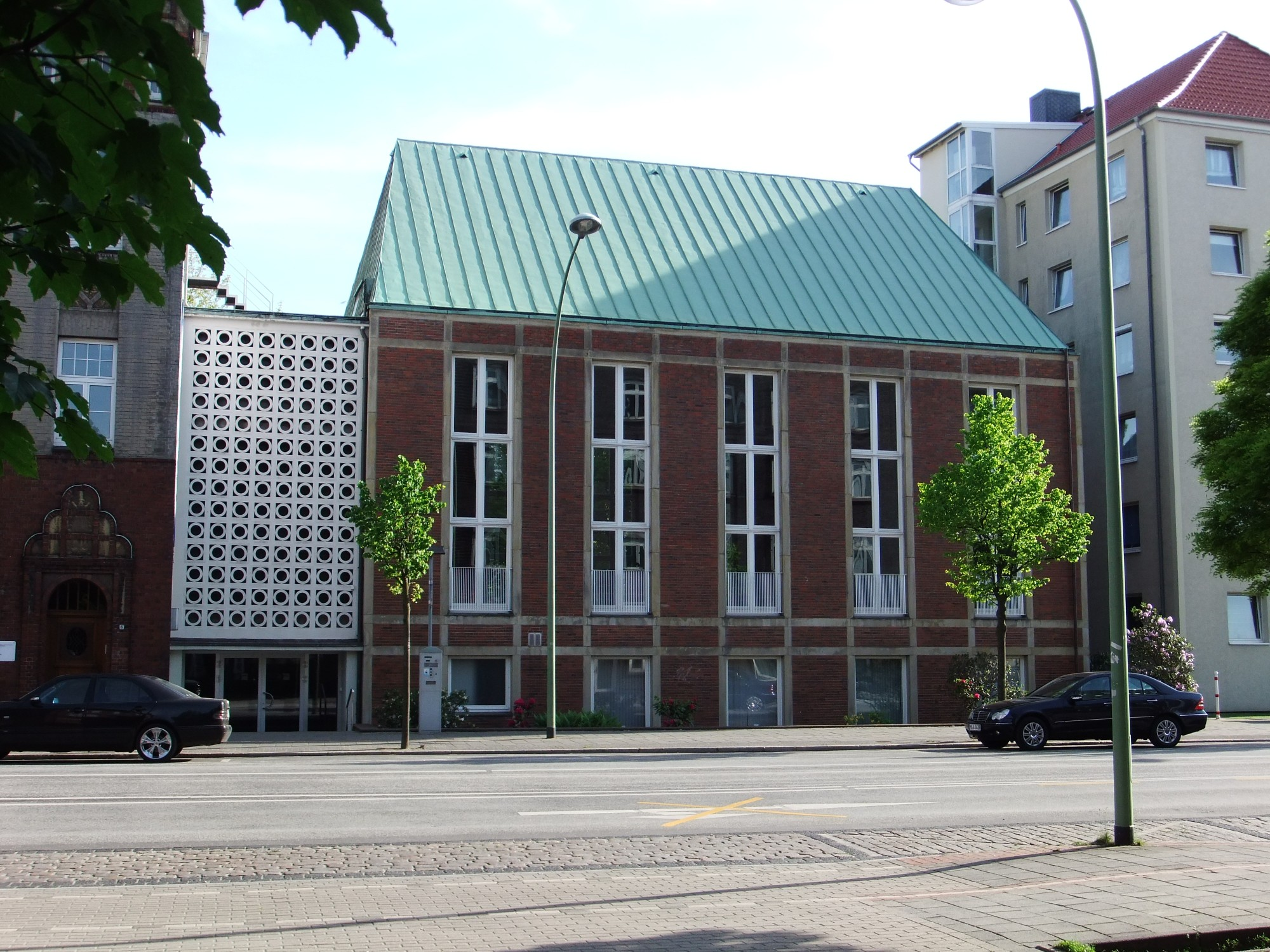
Saalanbau der IHK

### Kirchen
Nach gewonnenem Wettbewerb baute er 1964 (in gänzlich anderem Baustil) die Paulus-Kirche und ihr Gemeindehaus in Blexen.
Mehr vom Sohn stammt der bemerkenswerte Neubau der Auferstehungskirche mit Gemeindehaus und Kindergarten in  Surheide (1968). 

### Sonstiges
Von Franzius ist die große Flugzeughalle vom Fliegerhorst Nordholz.